# 慕容复
慕容復，是香港武俠小說家金庸筆下作品《天龍八部》的虛構人物，为金庸小说中武功超群的高手之一。姑蘇慕容氏，燕子塢貴公子，鮮卑族後裔，世人眼裡人中龍鳳、面如冠玉，舉止閑雅、姿態雍容自若，實質卻剛愎自負、心胸狹隘，為求大燕復國不擇手段。憑藉家傳絕學「斗轉星移」，一技「以彼之道，還施彼身」，贏得「北喬峰，南慕容」齊名。後來於招攬人心上一再下錯棋子，甚至假意拜段延慶為義父，最終復國夢碎，精神失常。
雖然慕容復正式登場時間較晚，但身影遍佈全書，其家族貫穿背後30年的大陰謀，實為《天龍八部》四大男主之一，與蕭峰同為本書立意的「雙核心」描寫。對應八部的「阿修羅」。

## 生平
慕容复為鲜卑人，乃五胡十六國時期大燕皇室子孫後裔，偏隅姑蘇燕子塢。慕容氏在武林享有盛名，家傳絕學「斗轉星移」更有「以彼之道、還施彼身」的威名。慕容復為了完成祖訓的復國大業千方百計不擇手段，廣習各路武功，在江湖上闖出一番名頭，與丐幫幫主喬峰并称為「北喬峰，南慕容」。
初登場時假扮西夏武士化名李延宗，在碾坊中遇上段譽以及身中「悲酥清風」的王語嫣，與段譽在碾坊中過招，生擒住段譽，後段譽得王語嫣出口相助，慕容復留下解藥後離開碾坊。隨後在天寧寺中以「悲酥清風」迷倒西夏將軍赫連鐵樹以及一品堂眾武士，協助阿朱與段譽所假扮的「北喬峰，南慕容」救出丐幫。
慕容復於「聾啞老人」蘇星河所布的「珍瓏」棋局中第一次正式出場，與鳩摩智下了幾手棋後與眾人會面。鳩摩智有意搗亂，來個一拍兩散。慕容復聽到鳩摩智一句「你連我在邊角上的糾纏也擺脫不了，還想逐鹿中原麼？」險些自刎，幸得段譽以六脈神劍相救。包不同說道是「星宿老怪」丁春秋在旁施展邪術，慕容復又因得知丁春秋之前傷了鄧百川等人，當下對丁春秋存不滿之心。
慕容復在客店再遇星宿派創派師祖「星宿老怪」丁春秋，丁春秋暗中使「三笑逍遙散」，卻被慕容復以家傳絕學「斗轉星移」還施到丁春秋的弟子身上，對戰時慕容復為免中到「化功大法」而刻意沒有身體接觸，但慕容復始終着了丁春秋的道兒，身中「化功大法」，卻又被慕容復以「推氣換勁」之法轉移至丁春秋的弟子身上，由於丁春秋弟子阿紫馬屁拍到馬腳上，丁春秋毒瞎阿紫雙眼，心神微分，慕容復乘機施展「斗轉星移」退去。
慕容復一行人誤闖「萬仙大會」上，一度與「三十六洞洞主、七十二島島主」大戰，一百零八個高手之中有四個適才在混戰中為慕容復所殺，後因「蛟王」不平道人、「劍神」卓不凡和「芙蓉仙子」崔綠華出現而停止爭戰。
來到少室山後，慕容復再與星宿派展開激烈交戰，上山後，為爭取武林盟主一位，一度與丐幫新幫主莊聚賢聯手激戰大遼南院大王蕭峰，一度使蕭峰陷入苦戰，被蕭峰義弟段譽出手引開後，將段譽踏於右足下，並重創前來救助的段正淳和「南海鱷神」岳老三，後來被段譽六脈神劍所敗但得王語嫣求情，掛不住面子的慕容復惱羞成怒，決意和段譽同歸於盡，但受蕭峰所止，蕭峰擒住慕容復後便叱喝道：「人家饒你性命，你反下毒手，算什麼英雄好漢？蕭某大好男兒，竟和你這種人齊名！」，隨後將慕容復重摔在地，使其自尊大受打擊，但卻重逢了生父慕容博。
後來慕容復願意放下身段入贅西夏謀取駙馬之位，以圖得到西夏兵馬復興大燕，而甘願讓愛慕自己的王語嫣自殺，隨後被發狂的吐蕃國師「大輪明王」鳩摩智亂擊打倒，遭投入枯井，用計逃出後連殺十餘個阻人求親的吐蕃武士，進入西夏皇宮的青鳯閣求親，但西夏銀川公主李清露早已情定夢中情人虛竹，慕容復白忙一場。
一事無成的慕容復將心一橫，不惜下拜聲名狼藉的段延慶為義父，與其勾結共謀大理皇帝之位，貴為皇族後裔卻自貶身份認賊作父，惹來四大家臣不滿堅決反對，其中包不同更毫無顧忌地斥責慕容復不忠、不孝、不仁、不義之徒，慕容復大怒之下且為表忠心，當場殺死對其忠心耿耿的包不同，使其余三大家臣离他而去。后要挟段正淳让位不成，便杀死了段正淳所有情妇，但在企图杀段正淳及原配时，因段延慶从原配暗示得知段譽為其親生子，改而暗助段誉击败他。慕容復失去了最後的靠山，而且眾叛親離、身敗名裂，最終發瘋收場。
唐朝吐谷渾曾有名為慕容復的首領，但書中慕容復的出身和事跡被普遍認為是參考了前燕宗室名將慕容恪，與史實中的同名人物關係不大。

## 武功
斗轉星移
姑蘇慕容祖傳绝技，乃是一門借力打力之技，不論對方施出何種功夫來，都能將之轉移力道，反擊到對方自身。出手的人武功越高，死法越是巧妙，真正的功夫所在，將對手的兵刃拳腳轉換方向，令對手自作自受，其中道理，全在「反彈」兩字。
慕容氏家傳劍法
招招連綿不絕，猶似行雲流水一般，瞬息之間，全身便如罩在一道光幕之中。
另有众多门派武功

## 影視形象

### 劇集
- 石修：香港無綫電視《天龍八部》（1982年）
- 崔浩然：台灣中視《天龍八部》（1990年）
- 張國強：香港無線電視《天龍八部》（1997年）
- 修庆：江蘇省廣播電視總台、九洲音像出版公司聯合出品《天龍八部》（2003年）
- 宗峰岩：中國華策影視、東陽大千影視聯合出品《天龍八部》（2013年）
- 高泰宇：中國新麗傳媒《新天龍八部》（2021年）

### 電影
- 惠天賜：《新天龍八部》（1982年），新世紀電影公司
- 吴樾：《天龍八部之喬峰傳》（2023年），東方影業